# Rodovia M4

Na imagem, a M4 é vista em vermelho.

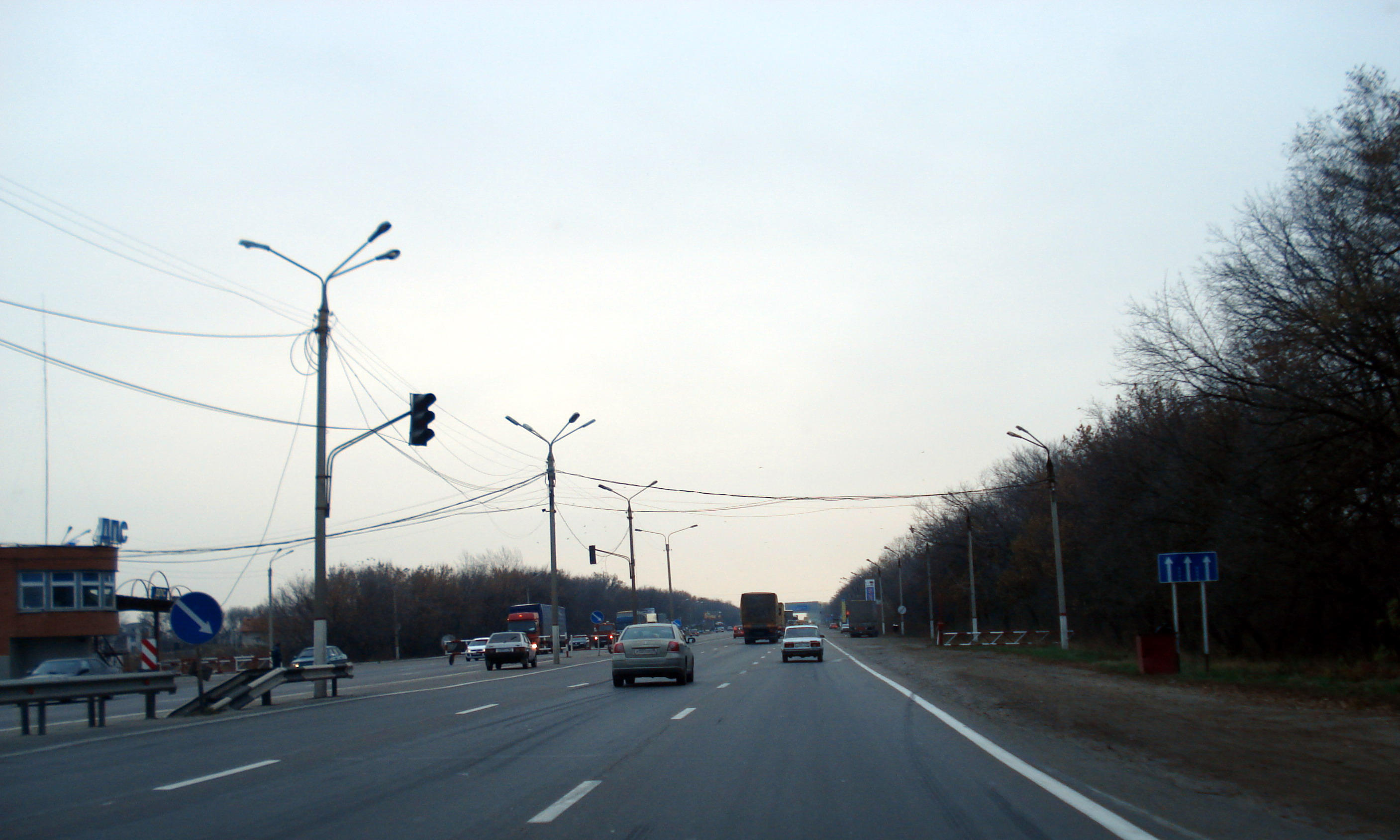
A estrada na altura de Voronezh.

A Rodovia M4 (também conhecida como Don Highway) é uma rodovia da Rússia que liga Moscou a Rostov-on-Don. É uma das principais estradas da Rússia. Possui 1164 km. 
Durante a Rebelião do Grupo Wagner, a M4 foi utilizada por militares do Grupo Wagner em sua marcha para Moscou. O controle da rodovia foi disputado entre o Grupo Wagner e o exército russo, com relatos não confirmados de helicópteros do exército russo disparando contra comboios militares Wagner.